# Libertas (enciclica)
Libertas (abbreviazione del nome più completo Libertas Praestantissimum Donum, anche abbreviato come Libertas Praestantissimum) è un'enciclica di papa Leone XIII, datata 20 giugno 1888, di carattere politico.

## Sintesi del contenuto
Nella prima parte Leone XIII si sofferma sulla natura della libertà e sui suoi legami con la volontà e con la ragione, ribadendo la dottrina per la quale la libertà inclina al bene secondo ragione, e l'errore della ragione fa venir meno la pienezza della libertà.
Passa poi a trattare della legge, a cominciare dalla legge naturale scritta nel cuore di ogni uomo. La legge naturale opera in ciascun individuo; ma esiste anche una legge umana, che vale per le comunità di uomini.
Da questo punto in poi l'encliclica affronta il tema degli stati, delle loro leggi, dei loro poteri.
La separazione netta fra Chiesa e Stato è inaccettabile perché irragionevole, in quanto l'individuo singolo è in sé religioso e non si vede perché non debba esserlo un'intera società. Alcuni trovano nell'enciclica una lotta ai diritti umani in nome dei diritti di Dio: l'uomo è libero di avere il diritto di non credere, ma – secondo Leone XIII – c'è anche un diritto di Dio ad essere adorato. Inoltre, la religione dev'essere considerata come un bene comune della società.
È questo il cuore di tutta l'impostazione di Leone XIII, che il papa riepiloga a un certo punto scrivendo: "è per necessità suprema che l’uomo si trovi completamente sotto il vero e perpetuo potere di Dio: perciò non si può affatto concepire la libertà dell’uomo se non dipendente da Dio e soggetta alla Sua volontà". Nondimeno afferma anche: "Tra i vari tipi di Stato, purché siano di per se stessi in grado di provvedere al benessere dei cittadini, nessuno è riprovato dalla Chiesa; essa pretende tuttavia ciò che anche la natura comanda: che i singoli Stati si reggano senza recare danno ad alcuno, e soprattutto rispettino i diritti della Chiesa."
Leone XIII comincia a distinguere sulla libertà di coscienza. Il concetto positivo è fare tutto quel che piace. Quello negativo sta nel non subire impedimenti per scegliere la propria religione dentro uno Stato laico: questa libertà si può tollerare in base alla distinzione fra tesi e ipotesi. Non è conforme a verità e giustizia dare a tutti la libertà religiosa, ma viene tollerata tale situazione per via dei tempi gravi che si percorrono, ed in ragione della salvaguardia del bene comune.